# Marc Nygaard
Marc Stephen Grifftith Nygaard (né le 1er septembre 1976 à Copenhague au Danemark) est un joueur de football danois.